# Vidivaren
De Vidivaren (Latijn: Vidivarii) waren een volk dat in het midden van de 6e eeuw aan het Wislahaf woonde.

## Duiding
De naam is gevormd met het Germaanse *warijôz, "bewoners", zoals dat voorkomt in de namen van verschillende Germaanse stammen (Ampsivaren, Angrivaren, Bajuwaren, Chattuaren, Raetovaren). Het eerste deel kan met het Germaanse *widu, "woud", worden verbonden, maar het is ook denkbaar dat het een niet-Germaans element is. 
Aangezien de Vidivaren volgens Jordanes een gemengd volk waren, wordt aangenomen dat ze uit zowel Germaanse als Baltische elementen gevormd was.